# Swahili (volk)
De Swahili, ook wel Waswahili genoemd, zijn een etnische groep in het Grote Merengebied in het oostelijke deel van Afrika. De meeste Swahili wonen aan de Swahilikust, een gebied dat het eiland Zanzibar en de kusten van Kenia, Tanzania en Noord-Mozambique omvat. De naam Swahili is afgeleid van het Arabische woord Sawahil سواحل, wat "kusten" betekent. Ze spreken de taal Swahili, een Bantoetaal uit de Niger-Congotaalgroep.
- Bibliothèque nationale de France: cb11975078f (data)
- Library of Congress Control Number: sh85130967
- Nationale Bibliotheek van Israël: 987007551014005171
- Système universitaire de documentation: 027782328